# Vườn Casimir

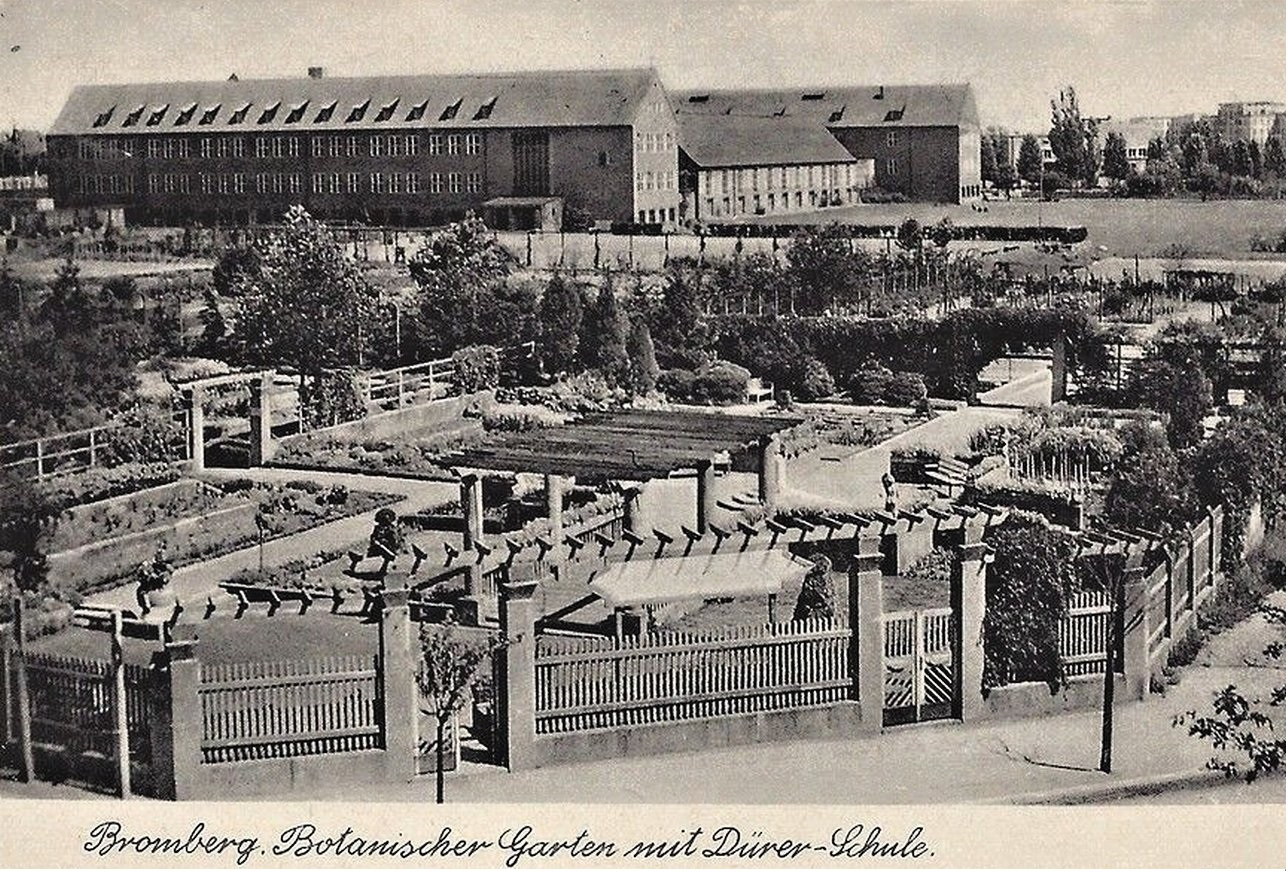
Vườn cây 1940

Vườn Casimir - vườn bách thảo nằm ở trung tâm thành phố Bydgoszcz, gần khuôn viên chính của Đại học Kazimierz Wielki (Casimir the Great University) ở Bydgoszcz (tiếng Ba Lan: Uniwersytet Kazimierza Wielkiego w Bydgoszczy-UKW). Khu vườn này được sử dụng cho một số mục đích như nghiên cứu khoa học, giáo dục và giải trí. 

## Vị trí và mục tiêu
Địa điểm của khu vườn Casimir này trước đây là Vườn bách thảo cũ của trung tâm thành phố Bydgoszcz. Khu vườn dài 240 mét (790 ft) và rộng 80 mét (260 ft), giáp với các con phố: Jigkiewicza, Niemcewicza và Powstańców Wielkopolskich. Ở phía đông là khuôn viên chính của trường đại học Kazimierz Wielki.
Nhiệm vụ của khu vườn là thu thập, trồng trọt và trưng bày các loài cây thân thảo, cây, cây bụi và các quản lạc thực vật, cho các mục đích khoa học, giáo dục và đại chúng hóa. Nghiên cứu khoa học thường xuyên được thực hiện tại đây (ví dụ nghiên cứu nấm rễ cộng sinh về các loài được chọn, đánh giá sự thụ phấn của côn trùng, nghiên cứu vê loài nấm lớn). Khu vườn cũng tham gia vào Lễ hội Khoa học Bydgoszcz, một sự kiện khoa học nổi tiếng hàng năm được tổ chức bởi các trường đại học Bydgoszcz và các tổ chức phi học thuật kể từ năm 2010 

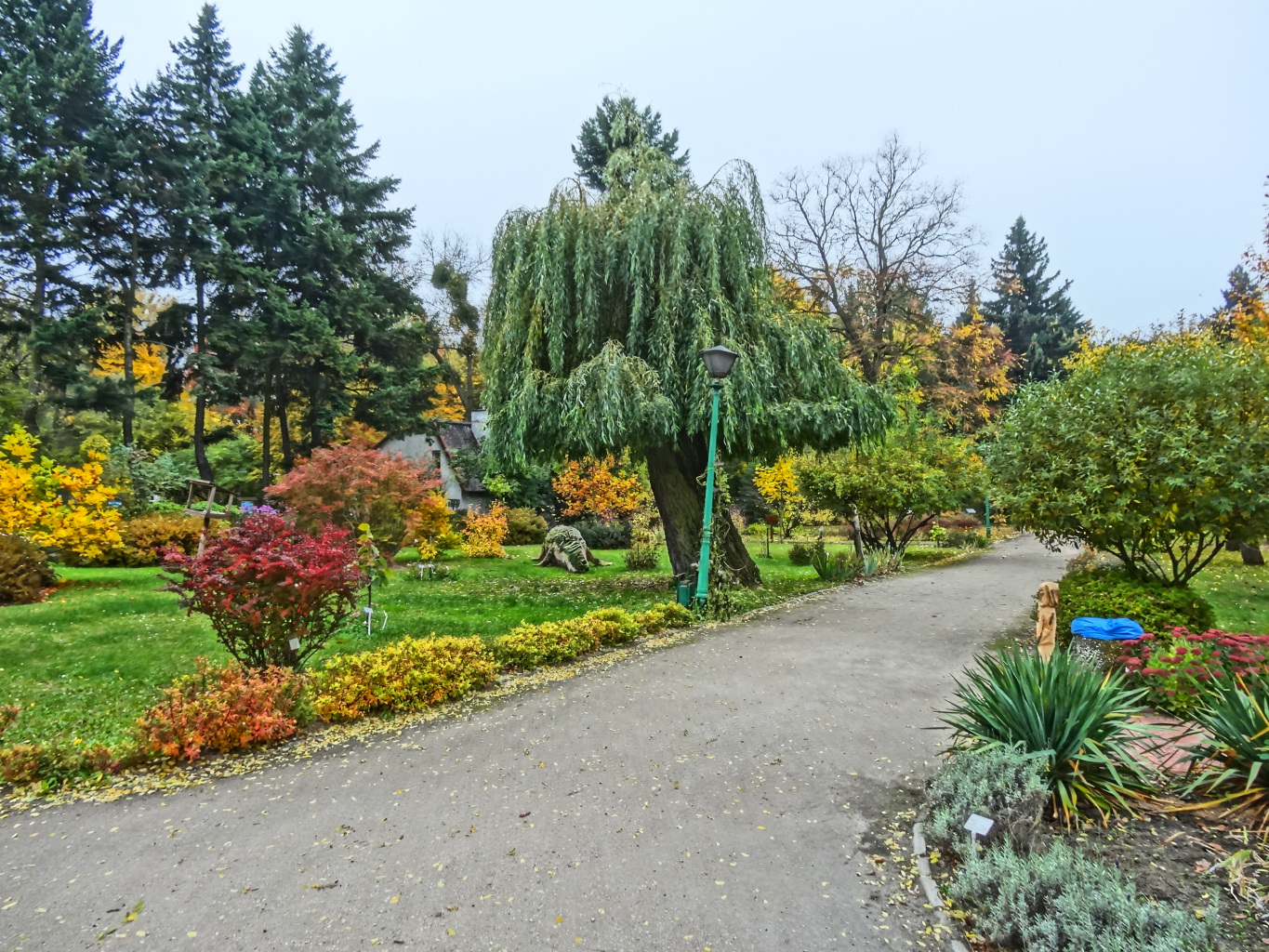
Bồn hoa

## Lịch sử
Vườn cây được thành lập vào năm 1930, trên khu vườn cũ của trường có tên là Botanik, có quy mô nhỏ hơn ngày nay (0,71 ha). Nó là một phần của quần thể vườn thực vật thành phố, được quản lý bởi kỹ sư Marian Güntzel.
Trong Thế chiến II, cơ sở này đã bị tàn phá một phần bởi những công việc đào đắp cần thiết liên quan đến phòng thủ của thành phố. Sau chiến tranh, chính quyền thành phố đã quyết định khôi phục khu vườn về hình dáng ban đầu. Như vậy, vào ngày 26 tháng 1 năm 1946, Hội đồng thành phố Bydgoszcz đã thông qua nghị quyết cấp cho Vườn bách thảo tư cách là tổ chức nghiên cứu, với một cơ cấu tổ chức riêng biệt. Diện tích khu vườn đã được tăng lên 2,5 ha, và một căn biệt thự được dùng cho việc quản lý vườn cây, cùng với các tòa nhà thương mại, cả hai nằm liền kề với đường Niemcewicza. Ban đầu, một Bảo tàng Lịch sử Tự nhiên và Khoa học Tự nhiên đã được lên kế hoạch thành lập tại các tòa nhà này.
Trong khoảng thời gian 1946-1951, các hệ thống kỹ thuật đã được thiết lập, một nhà kính nhỏ và một nhà nông trại được xây dựng. Khu vườn dần dần được bổ sung với các loài cây và bụi cây mới, cả các loài bản địa lẫn ngoại lai. Năm 1946, vườn thực vật thành phố được chính thức khai trương, giám đốc đầu tiên là Andrzej Michalski.

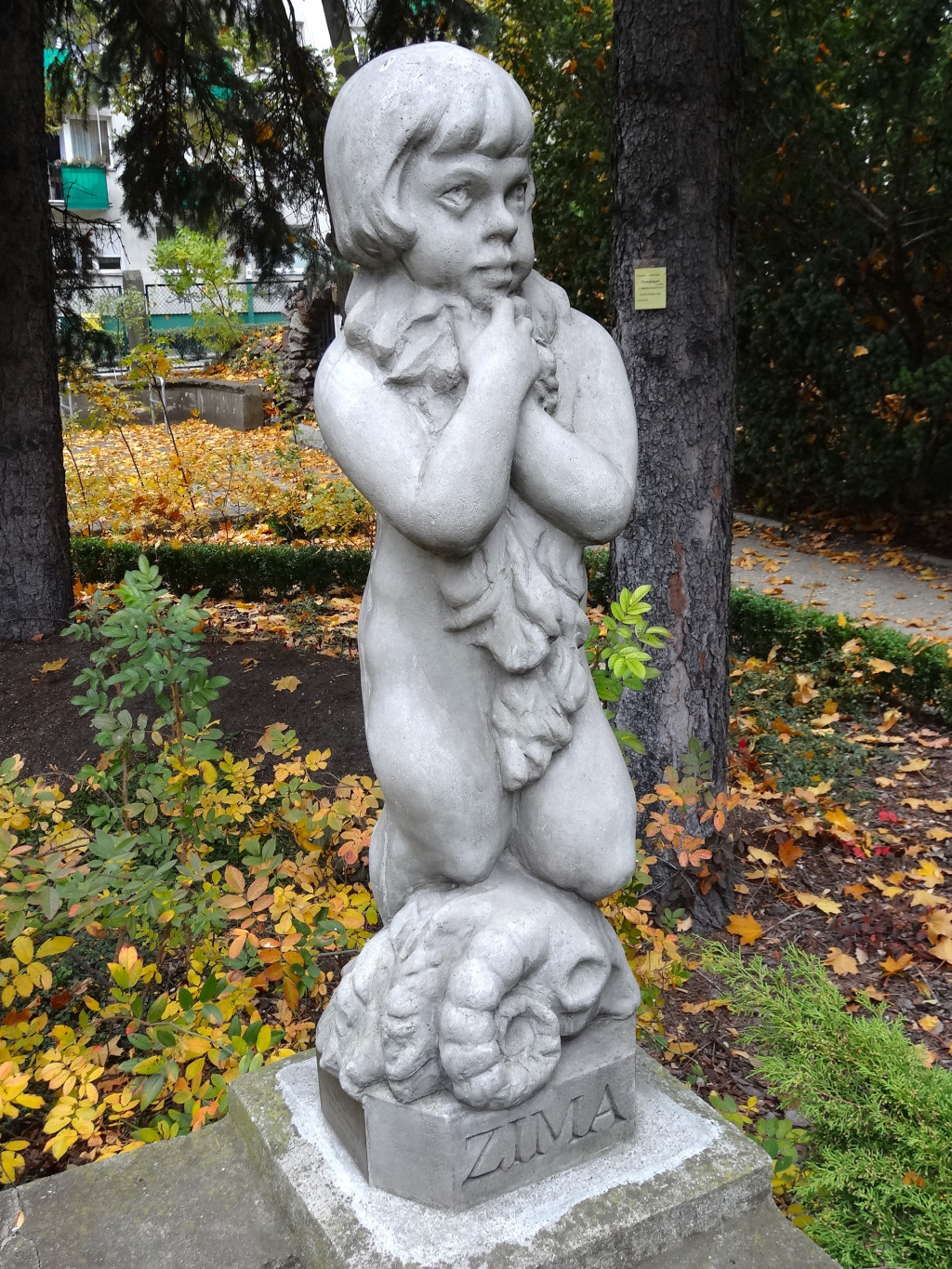
Bức tượng Mùa đông

Năm 1951, khu vườn được bàn giao cho Viện nhân giống và Thích nghi cho cây trồng (tiếng Ba Lan: Instytutowi Hodowli i Aklimatyzacji Roślin, IHAR). Đơn vị này đã quản lí khu vườn đến năm 1979. Cơ sở IHAR vẫn hoạt động cho đến ngày nay tại Powstańców Wielkopolskich Đường 10. Từ năm 1971, vườn cây này là một phần của Bộ sưu tập thực vật trung tâm Ba Lan.
Tuy nhiên, nhiệm vụ chính của khu vườn luôn là phổ biến sự đa dạng của thế giới thực vật (cả bản địa và ngoại lai) đến với du khách, bằng cách trưng bày hiện vật sống ngay trước mắt họ. Khu vườn Botanik đã dần trở lại vào năm 1951 - bởi sự khôi phục trong nhiều lĩnh vực như sinh học, hình thái thực vật, bệnh lý thực vật, thụ mộc học. Vào những năm 1970, khu vườn đã tập hợp 300 loài thực vật và xuất bản một Danh mục hạt giống hàng năm, trao đổi hạt với các vườn thực vật khác ở Ba Lan và nước ngoài.
Năm 1977, chính quyền quyết định xây dựng một Vườn bách thảo lớn hơn ở Bydgoszcz, về phía đông bắc của Công viên Văn hóa và Giải trí Rừng (tiếng Ba Lan: Leśny Park Kultury i Wypoczynku, Myślęcinek), hạ cấp khu vườn Botanik cũ xuống một công viên công cộng đô thị.
Năm 1995, với sự giúp đỡ của Nhà bảo tồn thiên nhiên, Kỹ sư Marek Wilcz, công viên đã được công nhận là Di tích tự nhiên toàn diện. Năm 1999, vườn thực vật, bao gồm khoảng 220 loài cây và cây bụi, đã được bàn giao cho trường đại học Kazimierz Wielk (UWK) và trở thành phòng thí nghiệm khoa học và giáo dục của Khoa Thực vật học, thuộc Viện Sinh học và Bảo vệ Môi trường - Ngành Khoa học Tự nhiên. Kể từ đó, khu vườn bắt đầu hồi sinh:
- Năm 2002, hồ nhỏ trong vườn được hiện đại hóa và một số yếu tố kiến trúc nhỏ đã được xây dựng thêm (vườn hồng, vườn thôn quê với môi trường sống cho côn trùng và vườn xương rồng);
- Từ năm 2006, UKW điều hành khu vực theo Đạo luật bảo tồn thiên nhiên. Vườn bách thảo này hiện là thành viên của Hội đồng Vườn bách thảo Ba Lan;[1]
- Từ năm 2010, trong tòa nhà của thư viện vườn cũ, có một Triển lãm vườn cây - trưng bày các tác phẩm nghệ thuật và hình ảnh.

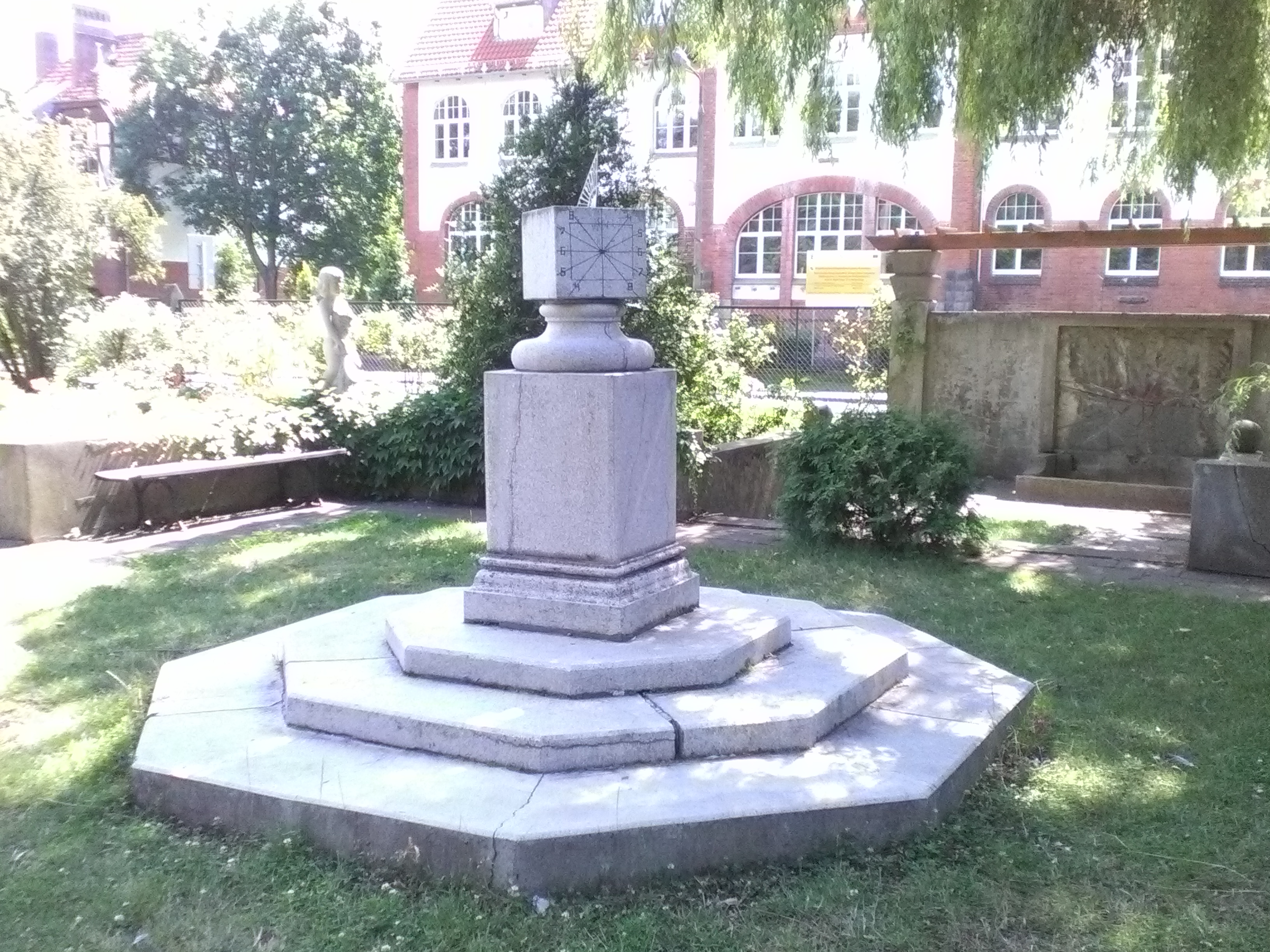
Đồng hồ mặt trời

Người quản lý của vườn cây từ năm 1999 là Barbara Wilbrandt.
Dự án hồi sinh của vườn cây đã được đưa vào Chương trình phát triển Bydgoszcz 2009-2014. Nó bao gồm việc cải tạo và xây dựng lại cơ sở hạ tầng kỹ thuật (ví dụ nhà kính, giàn dây leo, đồng hồ mặt trời, điêu khắc, tường, hàng rào cổng, hệ thống nước, hòn non bộ và các công trình khác) và tái tạo khu vực thực vật (ví dụ: xây dựng lại các bồn thực vật quý hiếm và cần được bảo vệ).

## Đặc điểm
Khu vườn có các sân thượng rộng, với độ dốc nhẹ từ Bắc xuống Nam. Ngày nay, khoảng 400 loài cây và cây bụi, 700 loài cây thân thảo, có nguồn gốc bản địa lẫn nước ngoài, được tập trung ở đó. Vườn cây được chia thành các phần: sinh học thực vật, sinh thái học, hệ thống hóa (sinh học), thực vật hữu ích, cây thuốc, cây cảnh, vườn thực vật và vườn cây ăn quả. Trong khu vực sinh thái với diện tích bề mặt là 50 m 2, hệ thực vật của núi, cồn cát nội địa, thảo nguyên, hồ muối, than bùn và ao  được tái tạo lại.
Trong số các công trình được xây dựng, người ta có thể nhận thấy các vòm đá, giàn dây leo và một khoảng sân nhỏ nằm vây quanh một đồng hồ mặt trời ở giữa, với bốn tác phẩm điêu khắc đá (cao 1.5 mét) đứng trong các góc, miêu tả các mùa. Thiết kế đầy ngụ ý này, được gọi là Bốn phần của năm, nằm trong khu vườn thực vật trước đây (năm 1930), được thiết kế bởi nhà điêu khắc người Ba Lan, Bronisław Kłobucki (1896-1939). Những tác phẩm này đã bị mất, cùng với đồng hồ mặt trời, khi khu vườn thực vật mới tại Myślęcinek mở cửa năm 1979. Nhờ những nỗ lực tài trợ (bởi các tổ chức Ewa Taterczynska Foundation và Bydgoszcz Pomeranian Gas Company), mảnh sân đã được khôi phục lại hình dạng và vị trí ban đầu. Tượng đá Mùa thu (tiếng Ba Lan: Jesień) và Mùa đông (tiếng Ba Lan: Zima) đã được Stanisław Radwański từ Gdańsk nhận ra và mang trở lại vườn cây vào giữa tháng 5 năm 2008 và vào ngày 22 tháng 3 năm 2010. Hai tác phẩm điêu khắc cuối cùng, cũng được Stanisław Radwański đặt trở lại khu vườn vào ngày 18 tháng 9 năm 2014 (Mùa xuân - tiếng Ba Lan: Wiosna) và vào ngày 17 tháng 10 năm 2015, (Mùa hè - tiếng Ba Lan: Lato). Ngoài ra, đồng hồ mặt trời bị mất đã được mô phỏng lại bởi Richard Lewandowski. 

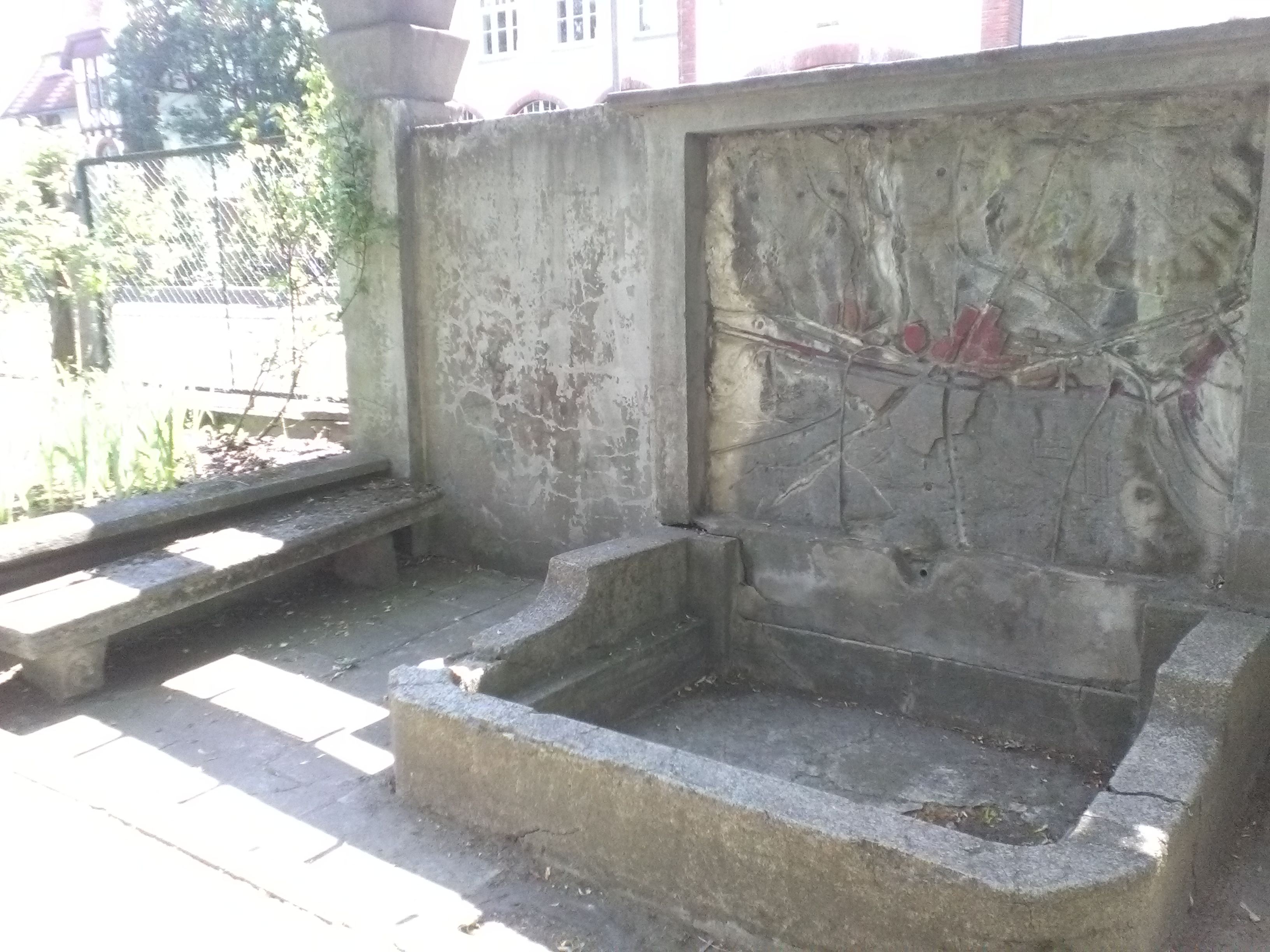
Bức phù điêu bản đồ của Bydgoszcz

Ở phía nam của vườn bách thảo, dọc theo hàng rào, bức phù điêu năm 1930 hiển thị bản đồ của Bydgoszcz. Được làm bằng đá nhân tạo bởi Bronisław Kłobucki, tác giả của các tác phẩm ngụ ngôn về các mùa, bức phù điêu này diễn tả địa hình sông, thung lũng, đồi, hồ nước, đường sắt, các con đường và tòa nhà nổi bật. Bức phù điêu vốn đi kèm với một hệ thống phun nước (hiện không còn tồn tại) và hai băng ghế đá với những bức mặt nạ đá khắc.
Xung quanh khuôn viên, có một triển lãm các tác phẩm điêu khắc đá ngoài trời có tên Stone Stream (tiếng Ba Lan: Potok Kamienny). Những tác phẩm nghệ thuật này đã được mang tới bởi nghệ sĩ Ba Lan Stanisław Horno-Popławski  (1902-1997), hòa cùng thảm thực vật phong phú của Vườn, mang đến cho nó một vẻ đầy thơ mộng.

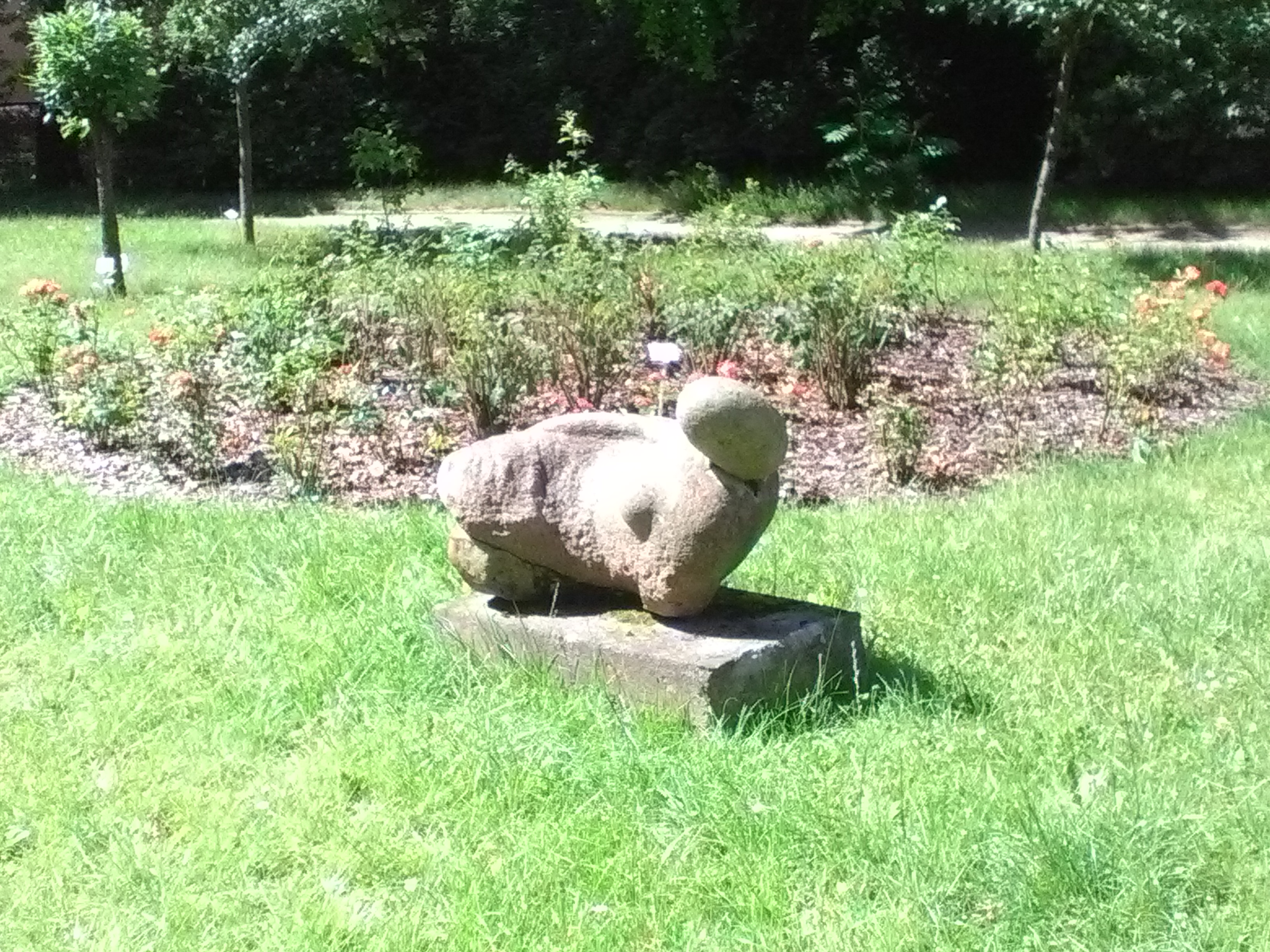
Điêu khắc Stanisław Horno-Popławski

## Thảm thực vật
Bộ sưu tập cây và cây bụi của vườn cây gồm 660 loài và giống cây trồng, bao gồm 65 họ, 161 loài và 13 giống lai. Chúng có nguồn gốc đa dạng: các loài bản địa, ngoại lai, được bảo vệ hợp pháp và cả những loài tiền sử. Các loại cây tiêu biểu nhất là hoa hồng (143 giống), cây phong (26), cây bách xù (24), bạch dương (15), cây trục chính (13) và cây dương (11).
Các loài cây từ thời tiển sử (thời gian hưng thịnh có từ thời kỳ địa chất khác):
- Betula humilis, họ bạch dương - di tích hậu băng hà;
- Ginkgo biloba, được coi là một hóa thạch sống;
- Cây du Nhật Bản - di tích thời Phân đại Đệ Tam Nhật Bản.

Các loài được bảo vệ hợp pháp:
- Bladdernut châu Âu;
- Sea Buckthorn;
- Whitebeam Thụy Điển;
- Cây thông núi;
- Yews Nhật Bản và thanh tùng châu Âu;
- Cây thông Thụy Sĩ;
- Bạch dương lùn;
- Cherry Mông Cổ;
- Thụy hương Á-Âu;
- Cây dừa lùn.
- Linh sam trắng;
- Eastern Emlock;
- Douglas Fir;
- Ginkgo;
- Cự sam;
- Siberian Carpet Cypress;
- Tuyết tùng;
- Ấu trùng, Thông, Chi Vân sam, Chi Lãnh sam, Cypress, Nhai bách và Juniper.

Các loài thương xanh khác:
- Gỗ hoàng dương;
- Thorny Scarlet Firethorn;
- Cây ghi trắng.
- Liễu;
- Dâu tằm trắng;
- Common Ash;
- Dẻ gai châu Âu.

Các loài ngoại lai (thường được nhập khẩu vào châu Âu từ nước ngoài làm cây cảnh trong vườn):
- Cà phê Kentucky;
- Balsam Poplar, nguồn gốc của các bờ sông Bắc Mỹ;
- Cây bụi ngọt;
- Katsura;
- Sồi ngô;
- Nhót lá hẹp, có nguồn gốc từ thung lũng Balkans;
- Hackberry Mỹ;
- Dẻ thơm;
- Xú xuân, cây châu Á;
- Cây đậu Ấn;
- Evodia Hàn Quốc;
- Mộc qua Kavkaz;
- Saucer Magnolia, từ Châu Á và Bắc Mỹ.

Các loài Viễn Đông (trong số những loài khác):
- Ginkgo;
- Thủy sam (loài có nguy cơ tuyệt chủng);
- Thông trắng Bhutan;
- Asunaro;
- Đỗ trọng (đang bị đe dọa trong tự nhiên);
- Chinese Kolkwitzia;
- Xuyên hoàng bá.

Các loài Bắc Mỹ (trong số những loài khác):
- Sequoia, linh sam trắng, Eastern Emlock, cây Bladdernut;
- Cam Osga;
- Quả óc chó đen phương Đông;
- Bottlebrush Buckeye;
- Desert False Indigo;
- Cây hoa tulip;
- Hoa mộc lan.

Các loài bản địa của công viên bao gồm các giống cây dương, cây phong, bạch dương và cây sồi Áo mọc gần lối vào chính.

### Cây thủy sinh
Hệ thực vật thủy sinh trong vườn có hơn 100 loài.

### Chim
Vườn bách thảo là nơi sinh sống của rất nhiều loài chim:
- Bohemian Waxwings (đàn của 320 cá thể trong mùa đông);
- Bạc má (sẻ ngô than, bạc má lớn, sẻ ngô xanh);
- Chim bồ câu gỗ;
- Trèo cây Á-Âu.

Chim cắt hỏa mai thường xuyên được nhìn thấy.

## Thư viện ảnh

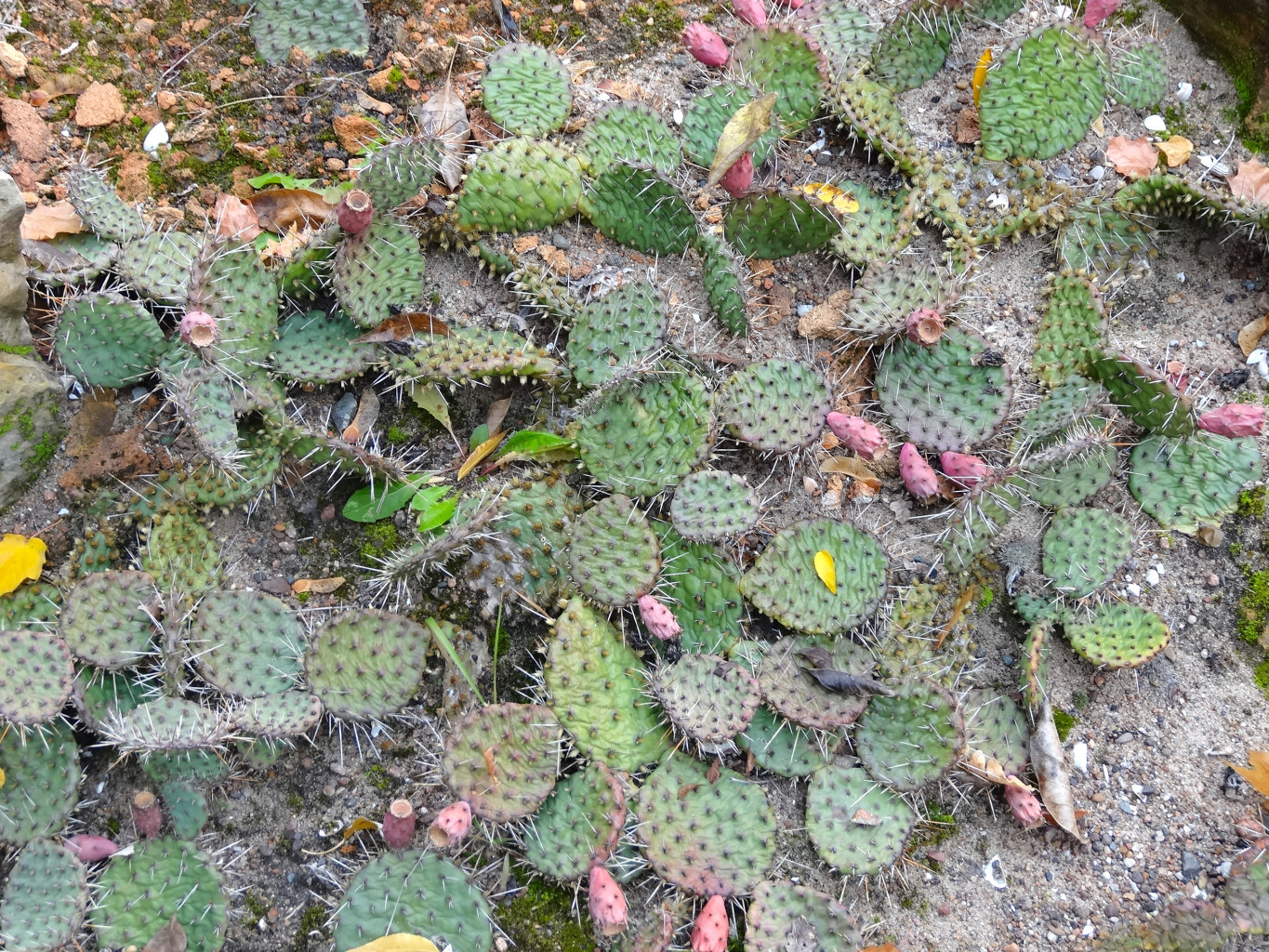
Cây xương rồng
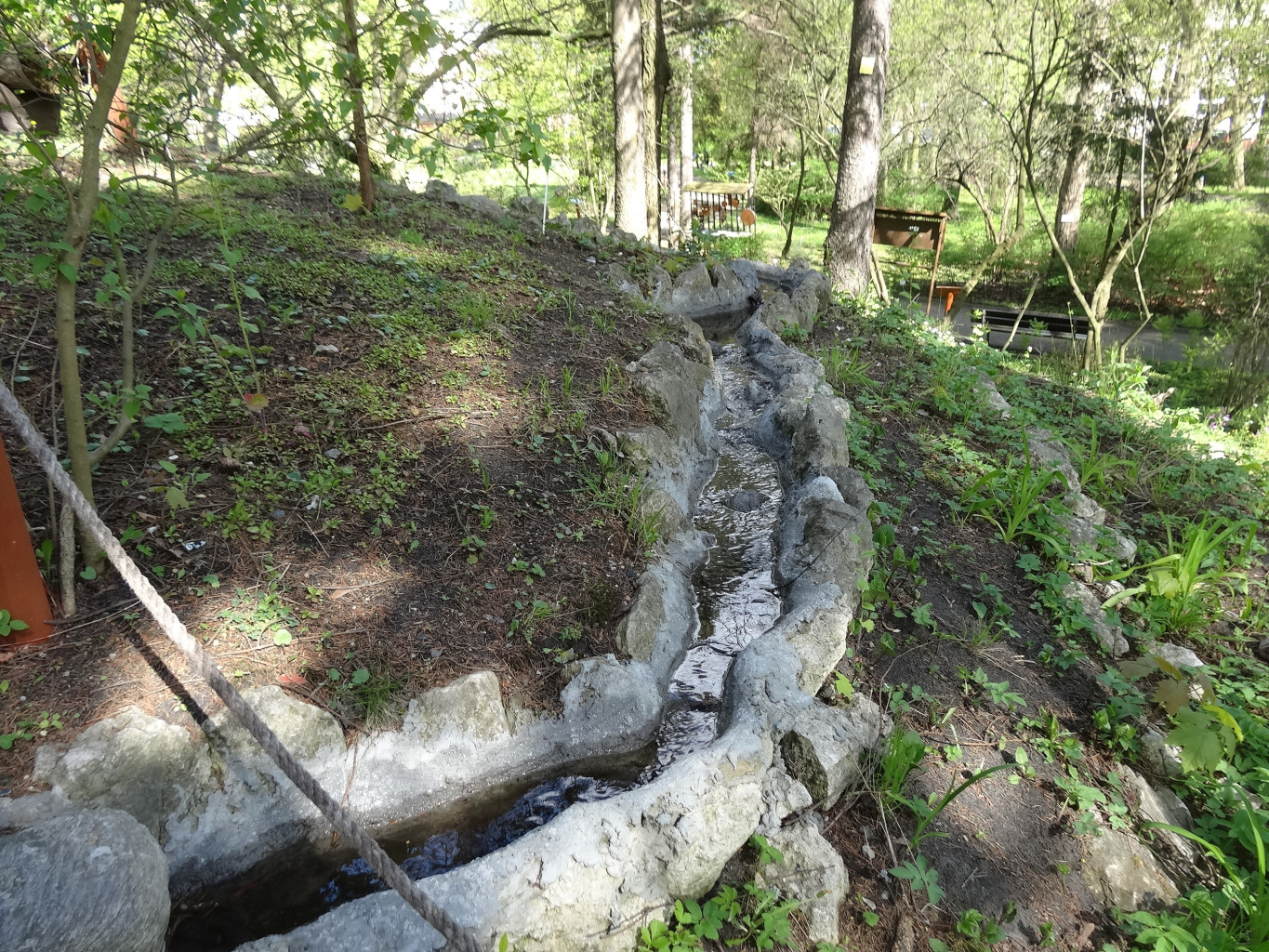
Nền đất cao
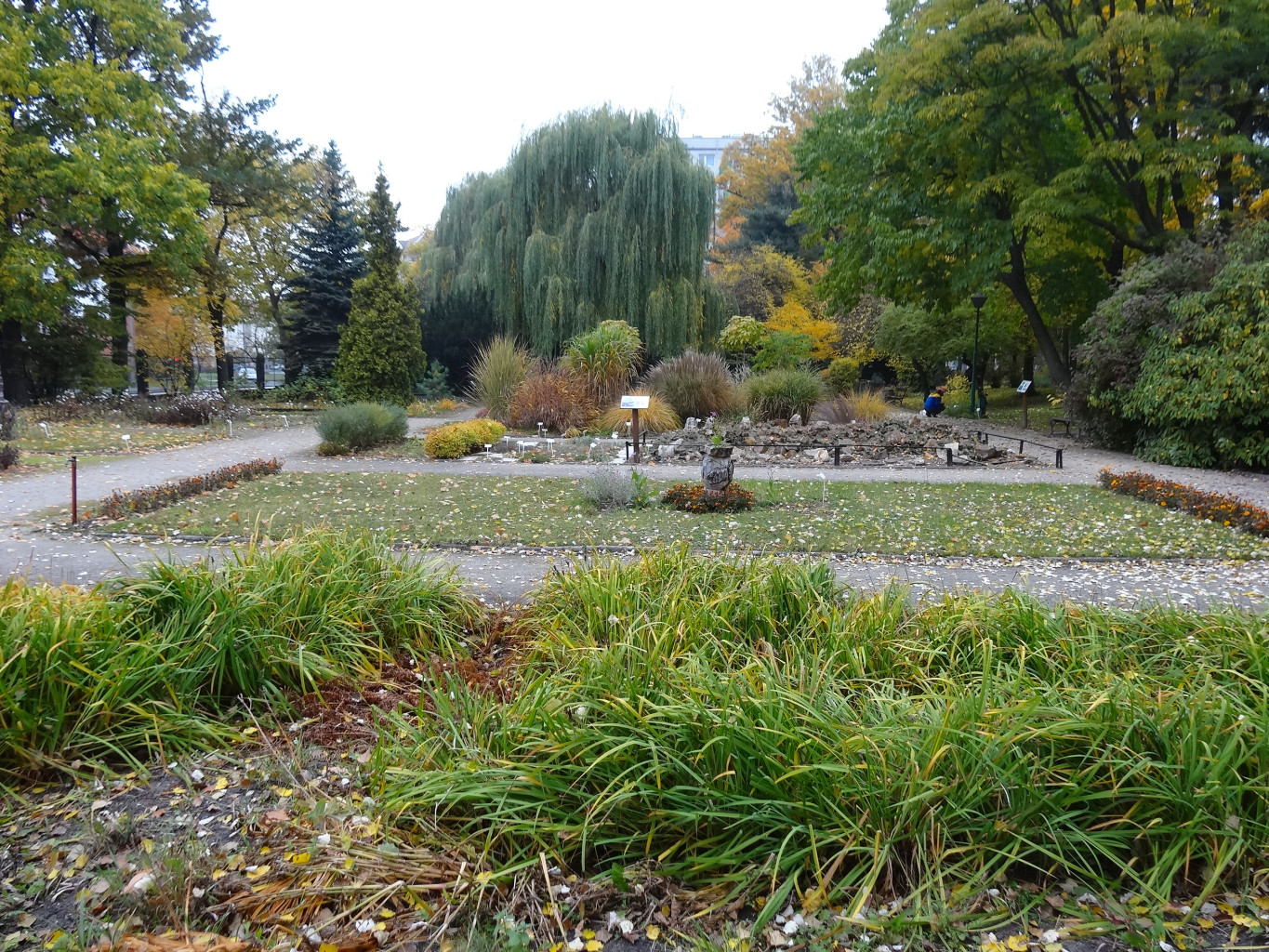
Các bồn cây
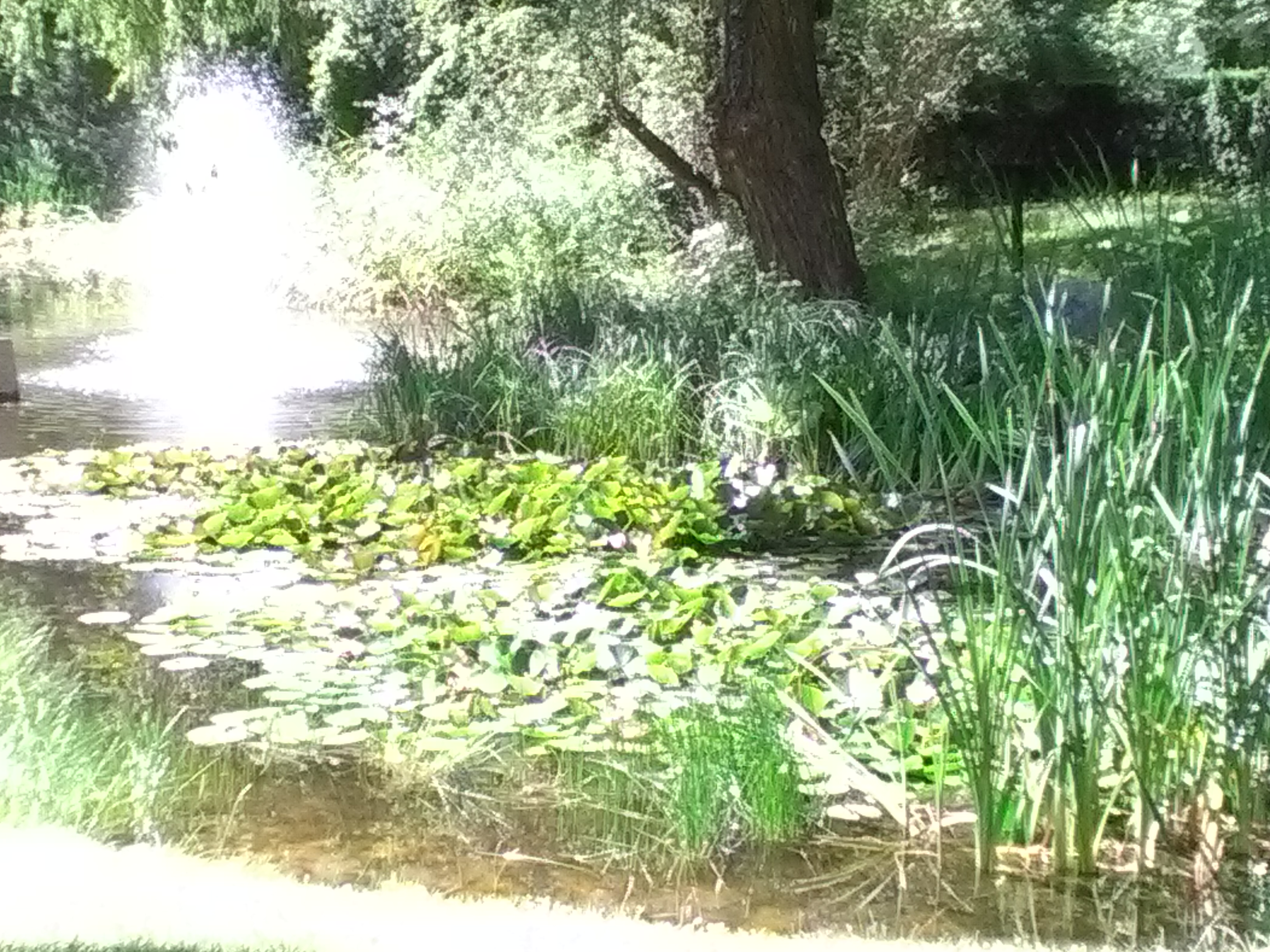
Ao ươm
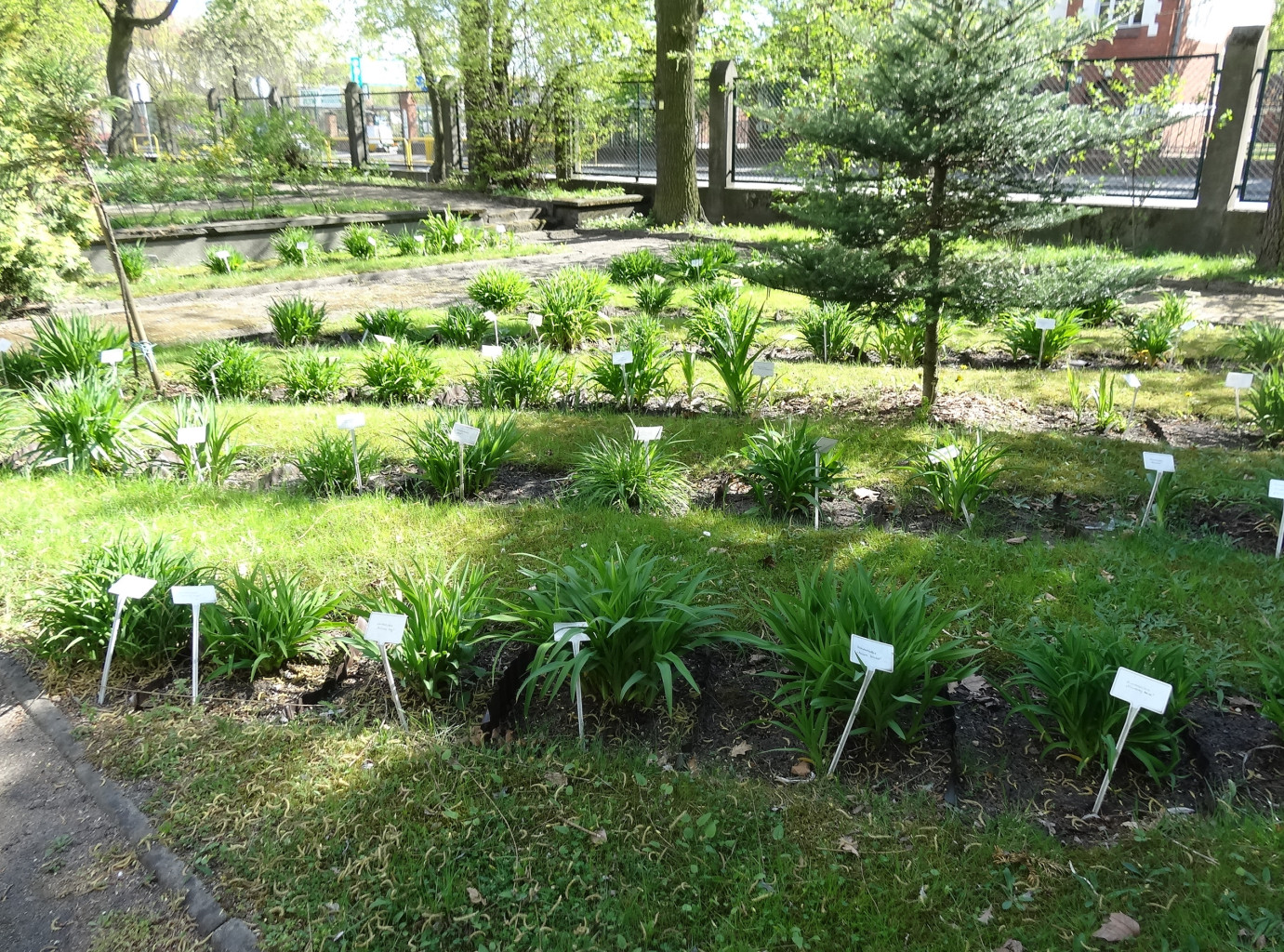
Khu vực cây trồng
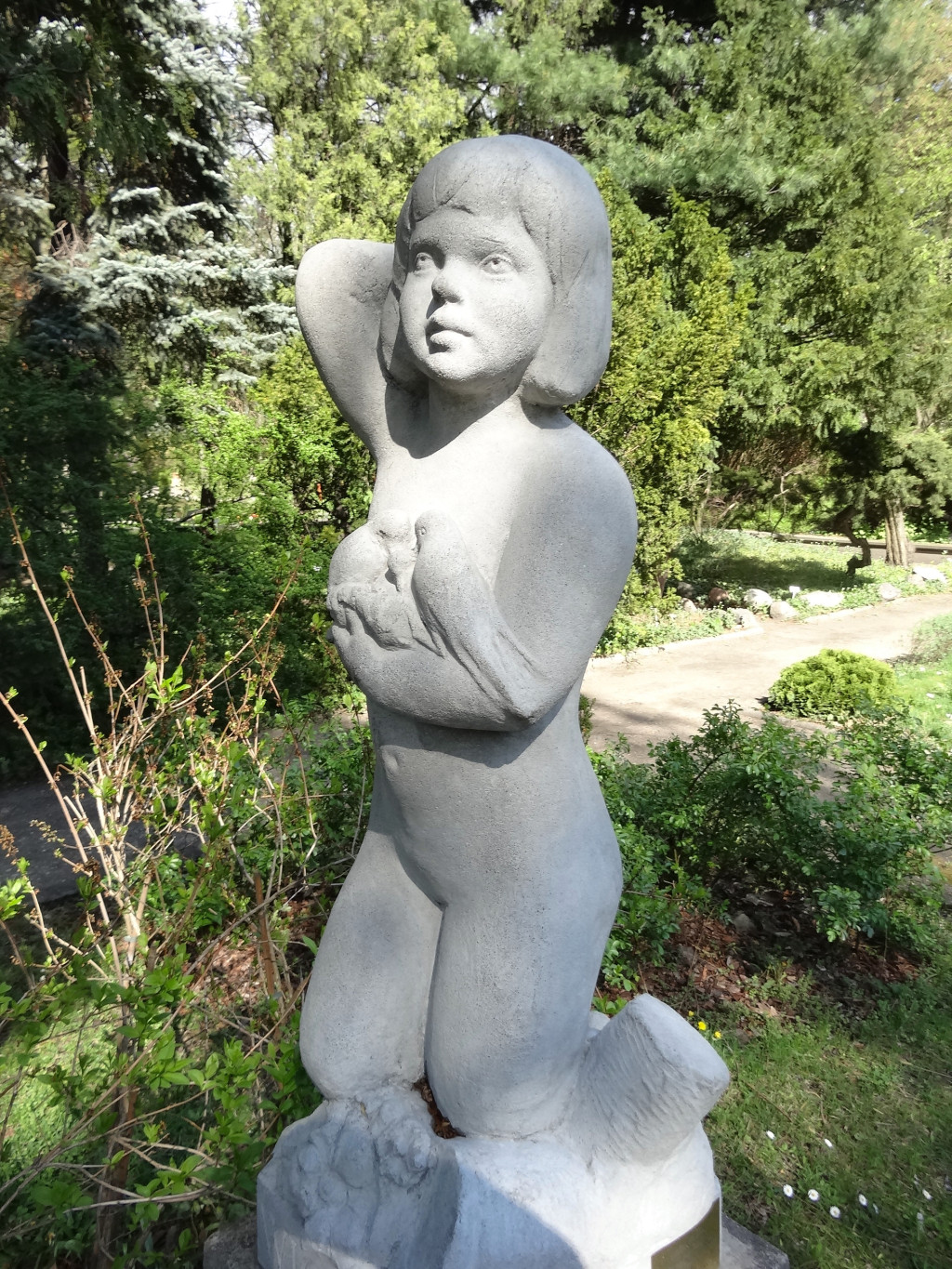
Tác phẩm tượng Mùa xuân
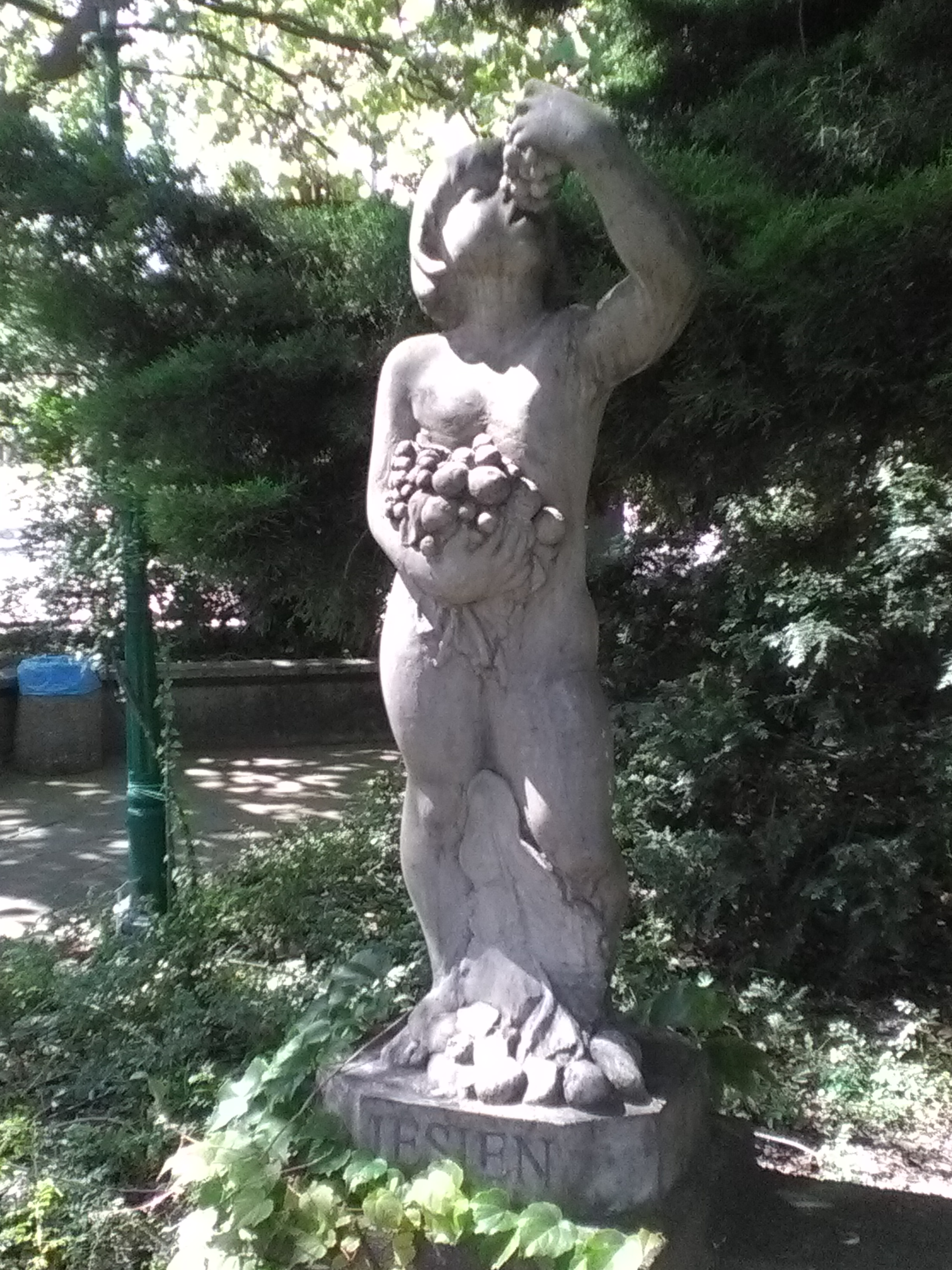
Tác phẩm tượng Mùa thu
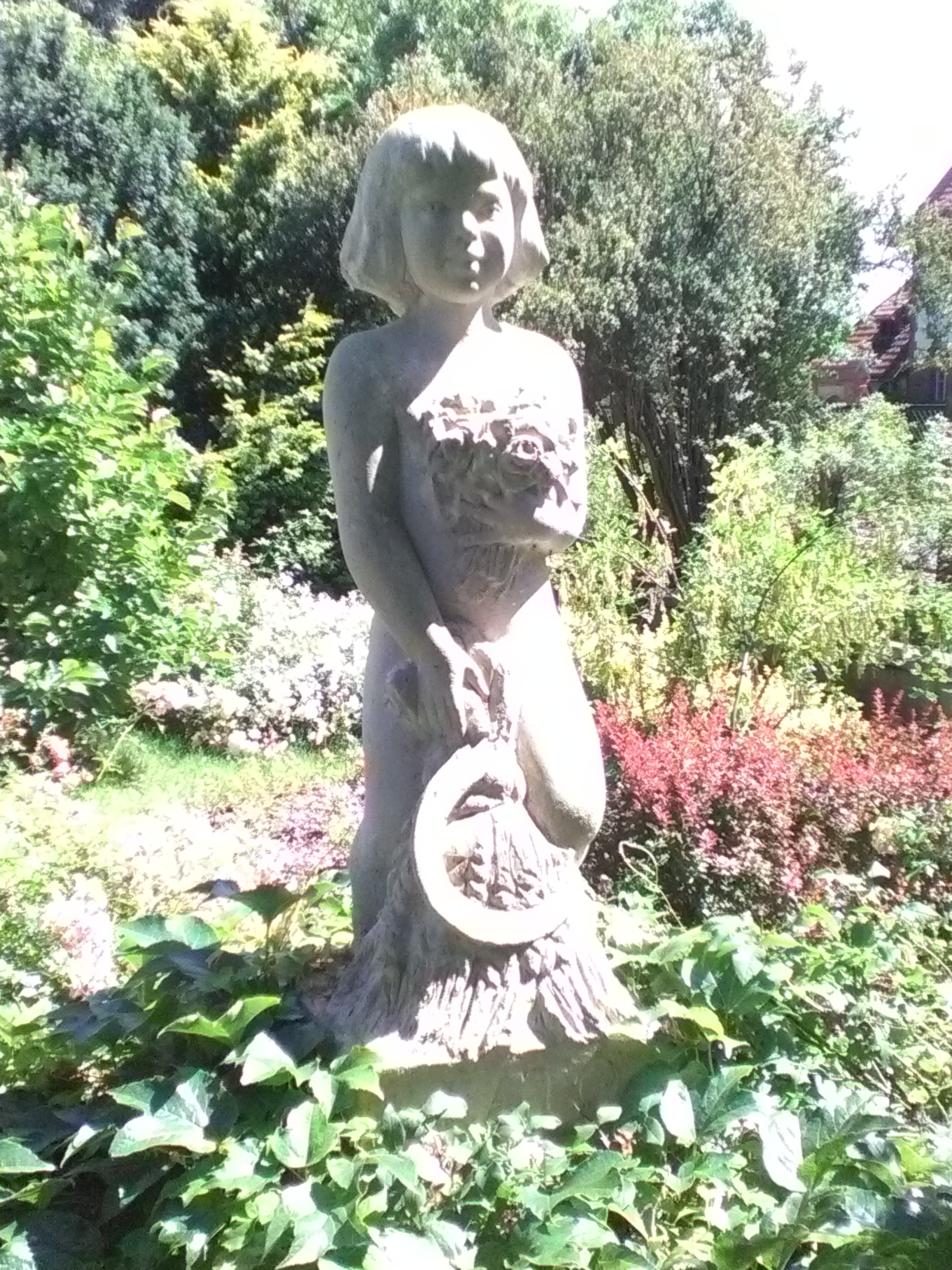
Tác phẩm tượng Mùa hè
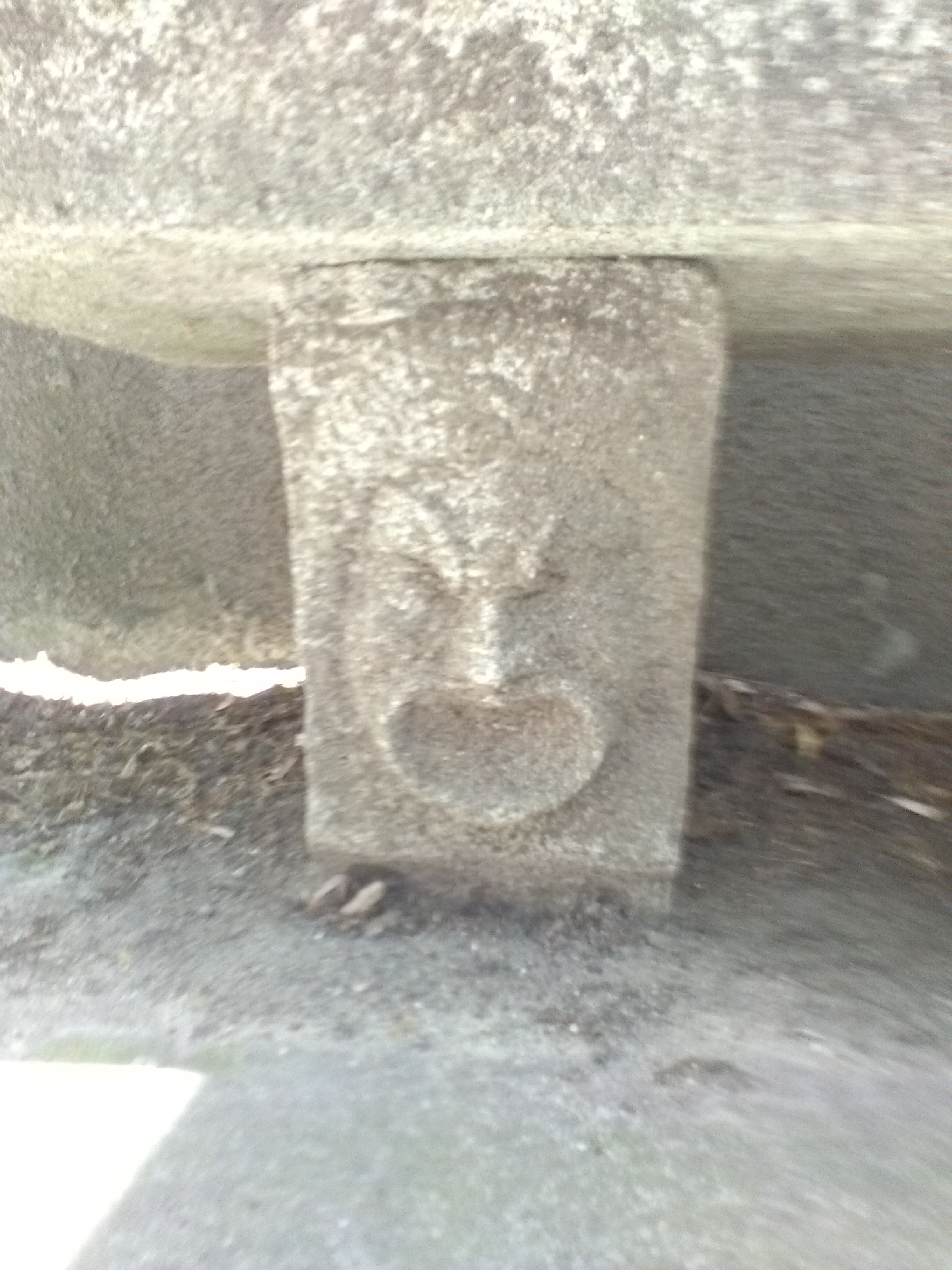
Mặt nạ đá khắc